# .NET Core
.NET (wcześniej nazywany jako .NET Core) – wolne i otwarte oprogramowanie pozwalające tworzyć i uruchamiać aplikacje na platformach Windows, Linux, macOS. Framework ten umożliwia programowanie aplikacji przeznaczonych dla chmury obliczeniowej oraz IoT, aplikacji internetowych z użyciem wzorca MVC, bibliotek, aplikacji klasycznych, a nawet rozwiązań opartych na uczeniu maszynowym, czy obliczeniach kwantowych. Programy w środowisku .NET mogą być tworzone m.in. przy użyciu języków C#, F#, czy Visual Basic.

## Powstanie i rozwój
Rozwój frameworka został zapoczątkowany przez firmę Microsoft jako otwartoźródłowa implementacja platformy .NET Framework. Kod źródłowy jest dostępny w serwisie GitHub, a rozwój jest koordynowany przez .NET Foundation.
12 listopada 2014 Microsoft zapowiedział powstanie .NET Core jako osobną gałąź technologii .NET, wprowadzającą m.in. wsparcie dla systemów opartych na jądrze Linux oraz macOS, będącą „przeprojektowaną wersją .NET-u z uproszczoną wersją standardowej biblioteki klas”. Jeden z pracowników firmy wyjaśnił także, że będzie ona „podstawą dla przyszłych platform technologii .NET w przyszłości”.
Pierwsza stabilna wersja frameworka, .NET Core 1.0, pojawiła się 27 czerwca 2016, którego wsparcie pojawiło się wraz z aktualizacją dla Microsoft Visual Studio 2015. Kolejne wersje, .NET Core 1.0.4 oraz .NET Core 1.1.1 pojawiły się 7 marca 2017 wraz z premierą Microsoft Visual Studio w wydaniu 2017.
14 sierpnia 2017 pojawiła się druga wersja frameworka, .NET Core 2.0, natomiast kolejne jego wersje .NET Core 2.1 30 maja 2018, która wprowadza narzędzia platformy .NET, które można pobrać z użyciem menedżera NuGet oraz .NET Core 2.2 4 grudnia 2018.
Wersja .NET Core 3 pojawiła się 23 września 2019, wprowadzając częściowe wsparcie dla platform Windows Forms oraz Windows Presentation Foundation, obsługę GPIO dla platformy Raspberry Pi oraz wsparcie dla komunikacji za pośrednictwem portu szeregowego dla systemów opartych na jądrze Linux.
10 listopada 2020 pojawiła się wersja .NET 5, będąca oficjalnie multiplatformową kontynuacją platformy .NET Framework, która wprowadza pełne wsparcie dla platform Windows Forms oraz Windows Presentation Foundation, a także możliwość kompilacji aplikacji jako jeden oraz niezależny od statusu instalacji środowiska uruchomieniowego plik wykonywalny.
Począwszy od wersji .NET 5, firma Microsoft określiła plan wydawniczy kolejnych wersji, zapowiadając ich wydanie co roku w listopadzie, gdzie co druga wersja będzie posiadać przedłużony okres wsparcia.
8 listopada 2021 pojawiła się wersja .NET 6, czyniąca platformę .NET jednolitą dla każdego jej przeznaczenia. Wprowadza możliwość przeładowywania debugowanych aplikacji „na gorąco”, upraszcza tworzenie API dla protokołu HTTP, wsparcie dla dowiązań symbolicznych oraz protokołu HTTP/3, a także znaczące poprawki bezpieczeństwa. Dodatkowo w ramach wersji .NET 6, 23 maja 2022 premierę miał wieloplatformowy framework umożliwiający tworzenie aplikacji z interfejsem graficznym użytkownika, MAUI.
8 listopada 2022 ukazało się wydanie .NET 7, które w nowej wersji języka zapewnia uproszczenie składni kodu, generyczne interfejsy dla obliczeń matematycznych, usprawnienia w wyrażeniach regularnych oraz możliwość skompilowania aplikacji w wersji natywnej dla wskazanej platformy.
14 listopada 2023 wydano wersję .NET 8, skupioną na poprawieniu wydajności i usprawnieniu działania środowiska oraz w przygotowaniu platformy do zapewnienia możliwości tworzenia natywnych technologii chmurowych.
| Wersja | Data wydania              | Wydane wraz z                    | Ostatnia aktualizacja | Data ostatniej aktualizacji | Koniec wsparcia           | Okres wsparcia     |
| --- | ------------------------- | -------------------------------- | --------------------- | --------------------------- | ------------------------- | ------------------ |
| .NET Core 1.0                                                                                                 | 27 czerwca 2016           | Visual Studio 2015 Update 3      | 1.0.16                | 14 maja 2019                | 27 czerwca 2019           | 3 lata             |
| .NET Core 1.1                                                                                                 | 16 listopada 2016         | Visual Studio 2017 w wersji 15.0 | 1.1.13                | 14 maja 2019                | 27 czerwca 2019           | 2,5 roku           |
| .NET Core 2.0                                                                                                 | 14 sierpnia 2017          | Visual Studio 2017 w wersji 15.3 | 2.0.9                 | 10 lipca 2018               | 1 października 2018       | 1,25 roku          |
| .NET Core 2.1                                                                                                 | 30 maja 2018              | Visual Studio 2017 w wersji 15.7 | 2.1.30 (LTS)          | 19 sierpnia 2021            | 21 sierpnia 2021          | 3,25 roku          |
| .NET Core 2.2                                                                                                 | 4 grudnia 2018            | Visual Studio 2019 w wersji 16.0 | 2.2.8                 | 19 listopada 2019           | 23 grudnia 2019           | 0,9 roku           |
| .NET Core 3.0                                                                                                 | 23 września 2019          | Visual Studio 2019 w wersji 16.3 | 3.0.3                 | 18 lutego 2020              | 3 marca 2020              | 0,5 roku           |
| .NET Core 3.1                                                                                                 | 3 grudnia 2019            | Visual Studio 2019 w wersji 16.4 | 3.1.32 (LTS)          | 13 grudnia 2022             | 13 grudnia 2022           | 3 lata             |
| .NET 5 | 10 listopada 2020         | Visual Studio 2019 w wersji 16.8 | 5.0.17                | 10 maja 2022                | 10 maja 2022              | 1,5 roku           |
| .NET 6 | 8 listopada 2021          | Visual Studio 2022 w wersji 17.0 | 6.0.28 (LTS)          | 12 marca 2024               | 12 listopada 2024         | 3 lata             |
| .NET 7 | 8 listopada 2022          | Visual Studio 2022 w wersji 17.4 | 7.0.17                | 12 marca 2024               | 14 maja 2024              | 1,5 roku           |
| .NET 8 | 14 listopada 2023         | Visual Studio 2022 w wersji 17.8 | 8.0.3 (LTS)           | 12 marca 2024               | 10 listopada 2026         | 3 lata             |
| .NET 9 | 24 listopada 2024         |                                  | 9.0.1                 | 14 stycznia 2025            | maj 2026                  | 1,5 roku           |
| .NET 10 | listopad 2025 (planowana) |                                  | (będzie wersją LTS)   |                             | listopad 2028 (planowany) | 3 lata (planowane) |
| Legenda: Przestarzała, niewspierana Starsza, wspierana Aktualna, stabilna Aktualna, testowa Planowane wydania |                           |                                  |                       |                             |                           |                    |

## Architektura
.NET wykorzystuje znaną ze swojego poprzednika technologię CLI, pozwalającą na tworzenie aplikacji i bibliotek dla wielu różnych platform, bez potrzeby znacznej modyfikacji kodu.
Ponadto .NET posiada oficjalny menedżer pakietów NuGet, pozwalając na instalację własnych aktualizacji poprzez to narzędzie.
.NET w różnych swoich wersjach wspiera m.in. technologie Windows Forms, WPF, UWP, ASP.NET, ML.NET.